# Championnats du monde de tir à l'arc 2007
Navigation
Édition précédente Édition suivante
Les championnats du monde de tir à l'arc 2007 sont une compétition sportive de tir à l'arc organisée du 7 au 15 juillet 2007 à Leipzig, en Allemagne. Il s'agit de la 44e édition des championnats du monde de tir à l'arc.

## Compétitions

### Arc classique
| Event               | Or                                                       | Argent                                                  | Bronze                                                            |
| ------------------- | -------------------------------------------------------- | ------------------------------------------------------- | ----------------------------------------------------------------- |
| Individuelle hommes | Im Dong-Hyun Corée du Sud                                | Baljinima Tsyrempilov Russie                            | Alan Wills Royaume-Uni                                            |
| Par équipe hommes   | Corée du Sud Kim Yeon-Chul Lee Chang-Hwan Im Dong-Hyun   | Grande-Bretagne Laurence Godfrey Simon Terry Alan Wills | Taipei chinois Kuo Cheng-Wei Liu Ming-Huang Wang Cheng-Pang       |
| Individuelle femmes | Natalia Valeeva Italie                                   | Park Sung-Hyun Corée du Sud                             | Natalya Erdyniyeva Russie                                         |
| Par équipe femmes   | Corée du Sud Choi Eun-Young Lee Tuk-Young Park Sung-Hyun | Taipei chinois Shen Hsiao-Chun Wu Hui-ju Yuan Shu-Chi   | Grande-Bretagne Charlotte Burgess Naomi Folkard Alison Williamson |

### Arc à poulie
| Event               | Or                                                         | Argent                                                  | Bronze                                                  |
| ------------------- | ---------------------------------------------------------- | ------------------------------------------------------- | ------------------------------------------------------- |
| Individuelle hommes | Dietmar Trillus Canada                                     | Braden Gellenthien États-Unis                           | Martin Damsbo Danemark                                  |
| Par équipe hommes   | États-Unis Braden Gellenthien Reo Wilde Rodger Willett, Jr | Australie Patrick Coghlan Clint Freeman Robert Timms    | Suède Fredrik Lindblad Morgan Lundin Anders Malm        |
| Individuelle femmes | Eugenia Salvi Italie                                       | Albina Loginova Russie                                  | Amandine Bouillot France                                |
| Par équipe femmes   | Belgique Catheline Dessoy Petra Haemhouts Gladys Willems   | Italie Anastasia Anastasio Eugenia Salvi Giorgia Solato | États-Unis Erika Anschutz Kendal Nicely Jamie van Natta |

### Tableau des médailles
| Rang | Nation         | Or | Argent | Bronze | Total |
| ---- | -------------- | -- | ------ | ------ | ----- |
| 1    | Corée du Sud   | 3  | 1      | -      | 4     |
| 2    | Italie         | 2  | 1      | -      | 3     |
| 3    | États-Unis     | 1  | 1      | 1      | 3     |
| 4    | Belgique       | 1  | -      | -      | 1     |
| 4    | Canada         | 1  | -      | -      | 1     |
| 6    | Russie         | -  | 2      | 1      | 3     |
| 7    | Royaume-Uni    | -  | 1      | 2      | 3     |
| 8    | Taipei chinois | -  | 1      | 1      | 2     |
| 9    | Australie      | -  | 1      | -      | 1     |
| 10   | France         | -  | -      | 1      | 1     |
| 10   | Suède          | -  | -      | 1      | 1     |
| 10   | Danemark       | -  | -      | 1      | 1     |